# Département de l'Aller
Le département de l'Aller (en allemand : Departement der Aller, Aller-Departement ou Allerdepartement) est un département du royaume de Westphalie qui existe de 1810 à 1813. Son chef-lieu est Hanovre (Hannover). Il doit son nom à l'Aller, un affluent du Weser.

## Formation
Le département de l'Aller est formé lorsque le royaume de Westphalie annexe l'électorat de Hanovre en 1810. Par un décret du 19 juillet 1810, le Hanovre annexé à la Westphalie est divisé en trois départements. Le plus peuplé est le département de l'Aller, qui abrite 218 615 habitants et dont le chef-lieu est la ville de Hanovre.
En 1811, Napoléon décide l'annexion à l'empire français du royaume de Hollande qu'il avait confié à son frère Louis et de certaines parties du royaume de Westphalie de son frère Jérôme. À cette occasion, les limites du département de l'Aller sont modifiées. Il est agrandi de la principauté de Calenberg, un morceau du Lauenbourg et des cantons pris aux départements voisins de l'Ocker et du Weser. Il passe alors à 242 442 habitants et atteint une superficie de 160 000 milles carrés.

## Organisation

Cartes du département de l'Aller
Les départements du royaume de Wesphalie en 1811
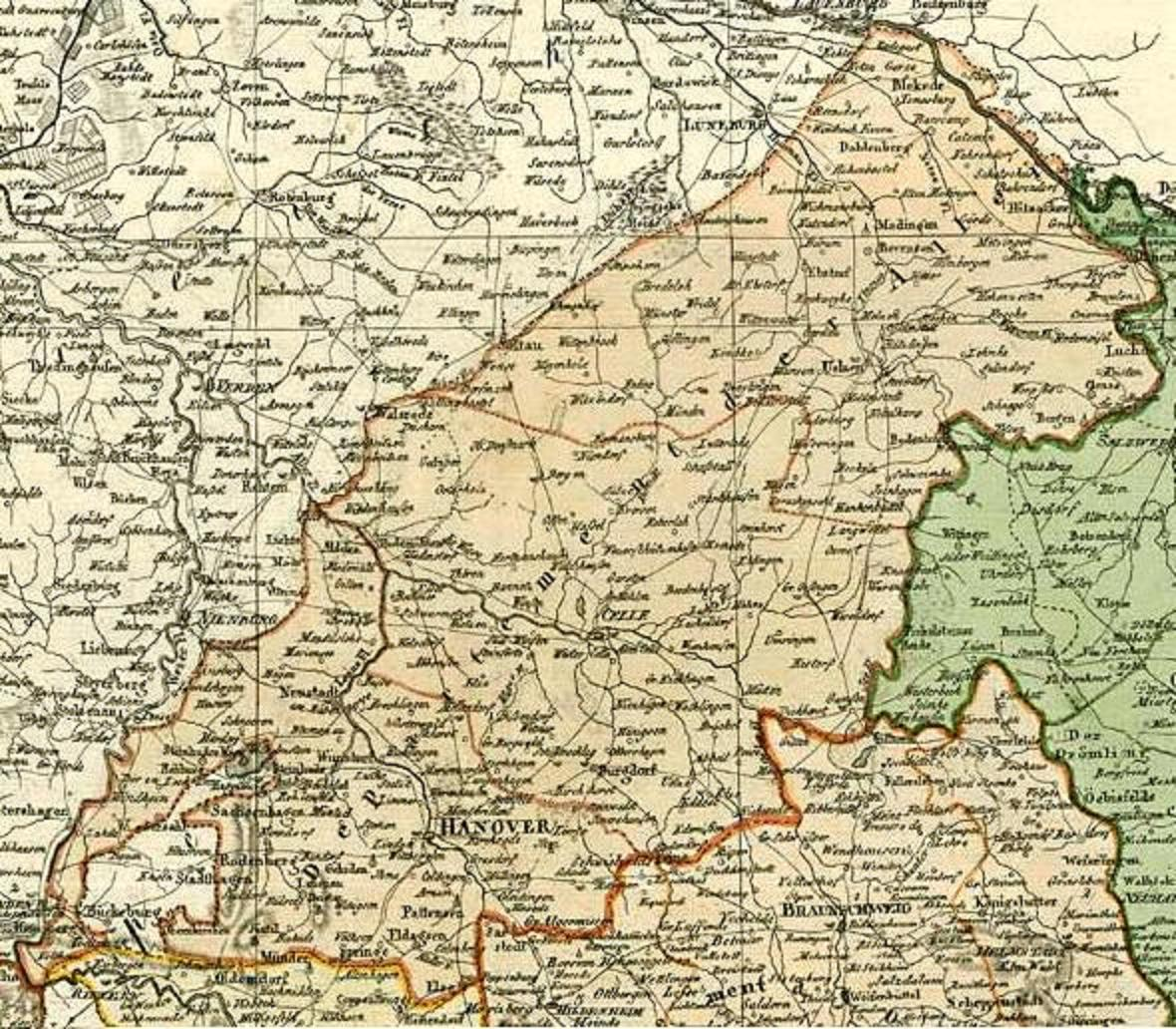
Le département de l'Aller en 1811
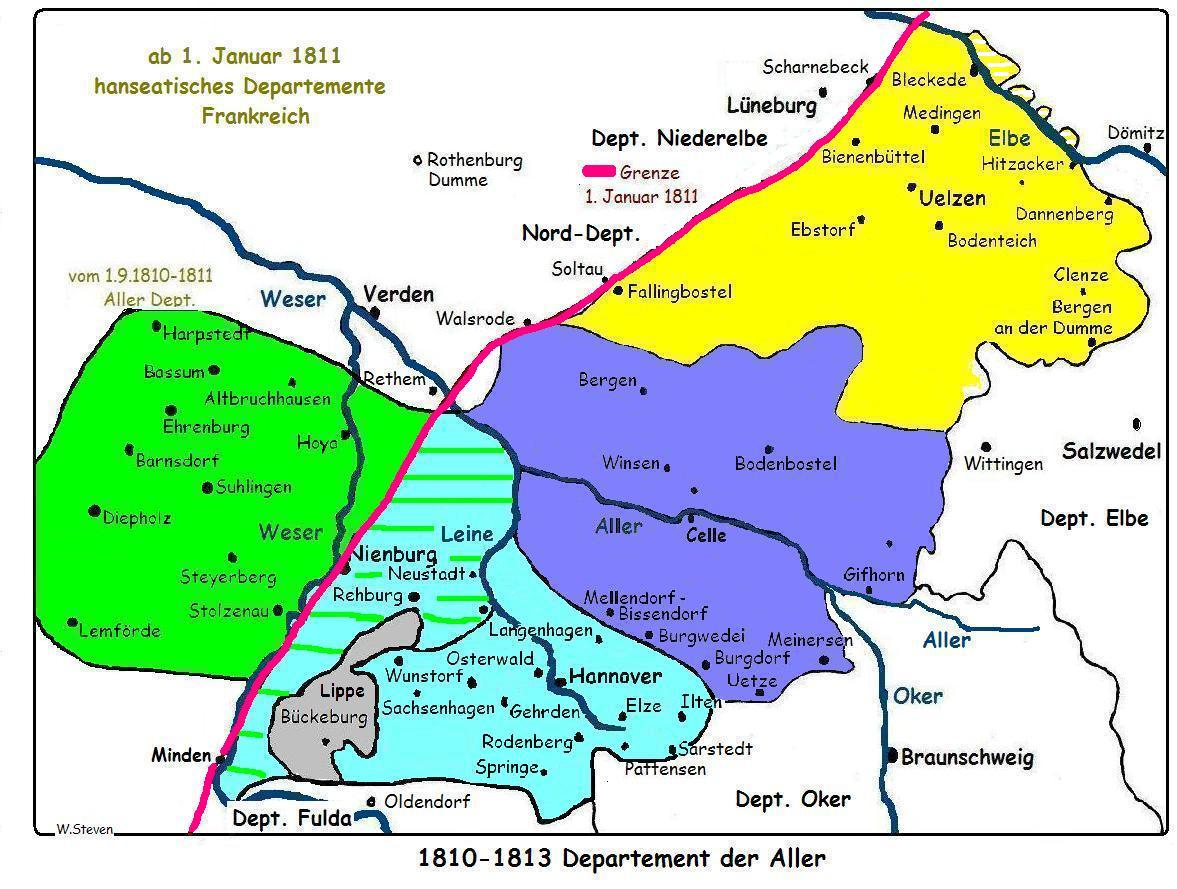
Géographie du département de l'Aller

L'organisation géographique des départements du royaume de Wesphalie est calquée sur celle de la France. Chaque département est dirigé par un préfet et divisé en arrondissements où sont nommés des sous-préfets. 
Le royaume de Wesphalie cesse d'exister à la fin octobre 1813, après la défaite française de Leipzig le 19 octobre 1813.